# Depok (Pancoran Mas)
Depok is een bestuurslaag in het regentschap Depok van de provincie West-Java, Indonesië. Depok telt 42.583 inwoners (volkstelling 2010).